# Cesonia bryantae
Cesonia bryantae Platnick & Shadab, 1980 è un ragno appartenente alla famiglia Gnaphosidae.

## Etimologia
Il nome proprio è in onore dell'aracnologa britannica Elizabeth Bryant (1875-1953).

## Caratteristiche
L'olotipo maschile più grande rinvenuto ha lunghezza totale è di 2,92mm; la lunghezza del cefalotorace è di 1,35mm e la larghezza è di 0,94mm.

## Distribuzione
La specie è stata reperita sull'isola di Giamaica: in località Unity Valley, presso Saint Ann Parish, nella contea di Middlesex.

## Tassonomia
Al 2015 non sono note sottospecie e dal 1980 non sono stati esaminati nuovi esemplari.